# Wereldkampioenschappen triatlon 2016
Het ITU wereldkampioenschap triatlon 2016 bestond uit een serie van negen triatlonwedstrijden – zes op de olympische afstand (1500 meter zwemmen, 40 kilometer fietsen en 10 kilometer hardlopen) en drie op de sprintafstand (750m, 20km, 5km) – met de Grande Finale van 11 tot en met 18 september in Cozumel, Mexico. Op basis van de behaalde punten werd een eindklassement opgemaakt om de uiteindelijke wereldkampioen(e) te bepalen. De Internationale Triatlon Unie stapte in 2009 reeds af van een eendagswedstrijd om de wereldtitel op de olympische afstand. Titelverdedigers waren de Spanjaard Javier Gómez (mannen) en de Amerikaanse Gwen Jorgensen (vrouwen); Mario Mola nam bij de mannen de titel van zijn landgenoot over en Flora Duffy uit Bermuda won bij de vrouwen.

## Kalender WK-serie
| #           | Plaats     | Land                         | Datum                  |
| ----------- | ---------- | ---------------------------- | ---------------------- |
| 1           | Abu Dhabi  | Verenigde Arabische Emiraten | 5 + 6 maart 2016       |
| 2           | Gold Coast | Australië                    | 10 april 2016          |
| 3           | Kaapstad   | Zuid-Afrika                  | 23 + 24 april 2016     |
| 4           | Yokohama   | Japan                        | 14 + 15 mei 2016       |
| 5           | Leeds      | Verenigd Koninkrijk          | 11 + 12 juni 2016      |
| 6           | Stockholm  | Zweden                       | 2 + 3 juli 2016        |
| 7           | Hamburg    | Duitsland                    | 16 + 17 juli 2016      |
| 8           | Edmonton   | Canada                       | 3 + 4 september 2016   |
| Grand Final |            |                              |                        |
| 9           | Cozumel    | Mexico                       | 17 + 18 september 2016 |

## Eindstanden
Top 10 met positie per wedstrijd

### Mannen
| #      | Naam              | Vlag van Verenigde Arabische Emiraten | Vlag van Australië | Vlag van Zuid-Afrika | Vlag van Japan | Vlag van Verenigd Koninkrijk | Vlag van Zweden | Vlag van Duitsland | Vlag van Canada | Vlag van Mexico | Punten |
| ------ | ----------------- | ------------------------------------- | ------------------ | -------------------- | -------------- | ---------------------------- | --------------- | ------------------ | --------------- | --------------- | ------ |
| Goud   | Mario Mola        | 1                                     | 1                  | 4                    | 1              | -                            | -               | 1                  | 2               | 5               | 4819   |
| Zilver | Jonathan Brownlee | -                                     | 3                  | 2                    | -              | 2                            | 2               | -                  | 1               | 2               | 4815   |
| Brons  | Fernando Alarza   | 4                                     | 2                  | 1                    | 5              | -                            | 5               | 3                  | -               | 9               | 4087   |
| 4      | Henri Schoeman    | 42                                    | 12                 | 6                    | 7              | -                            | 8               | 26                 | -               | 1               | 3160   |
| 5      | Richard Murray    | 2                                     | DNF                | -                    | -              | -                            | -               | DSQ                | 3               | 4               | 2975   |
| 6      | Ryan Bailie       | 8                                     | 4                  | -                    | -              | 10                           | -               | 5                  | -               | 6               | 2893   |
| 7      | Crisanto Grajales | 5                                     | 13                 | 41                   | 2              | -                            | -               | 16                 | 20              | 7               | 2822   |
| 8      | Pierre Le Corre   | -                                     | -                  | 5                    | 6              | 6                            | 3               | -                  | 12              | 31              | 2810   |
| 9      | Adam Bowden       | 11                                    | -                  | 16                   | 12             | 7                            | 10              | 21                 | 7               | 10              | 2700   |
| 10     | Alistair Brownlee | -                                     | 36                 | -                    | -              | 1                            | 1               | -                  | -               | 3               | 2679   |

### Vrouwen
| #      | Naam              | Vlag van Verenigde Arabische Emiraten | Vlag van Australië | Vlag van Zuid-Afrika | Vlag van Japan | Vlag van Verenigd Koninkrijk | Vlag van Zweden | Vlag van Duitsland | Vlag van Canada | Vlag van Mexico | Punten |
| ------ | ----------------- | ------------------------------------- | ------------------ | -------------------- | -------------- | ---------------------------- | --------------- | ------------------ | --------------- | --------------- | ------ |
| Goud   | Flora Duffy       | 4                                     | 4                  | 3                    | -              | 2                            | 1               | -                  | 4               | 1               | 4691   |
| Zilver | Gwen Jorgensen    | -                                     | 2                  | -                    | 1              | 1                            | -               | 3                  | -               | 2               | 4435   |
| Brons  | Ai Ueda           | 39                                    | 39                 | 7                    | 3              | 8                            | 5               | 7                  | -               | 5               | 3616   |
| 4      | Katie Zaferes     | DNF                                   | 6                  | -                    | 6              | -                            | 10              | 1                  | 3               | 13              | 3437   |
| 5      | Helen Jenkins     | 3                                     | 1                  | -                    | -              | -                            | 3               | 14                 | -               | 4               | 3410   |
| 6      | Andrea Hewitt     | -                                     | 3                  | -                    | 4              | 6                            | 2               | -                  | 23              | 17              | 3223   |
| 7      | Jodie Stimpson    | 1                                     | 12                 | 2                    | -              | 4                            | DNF             | 4                  | DNF             | -               | 3145   |
| 8      | Charlotte McShane | 8                                     | 40                 | -                    | 5              | 16                           | 7               | 15                 | -               | 3               | 3095   |
| 9      | Sarah True        | DNF                                   | 25                 | 9                    | -              | 15                           | 6               | -                  | 2               | 7               | 2855   |
| 10     | Ashleigh Gentle   | 2                                     | 15                 | -                    | 2              | -                            | -               | -                  | -               | 10              | 2825   |

## Podium per wedstrijd
| #                    | Mannen | Mannen               | Tijd    | Vrouwen | Vrouwen           | Tijd    |
| -------------------- | ------ | -------------------- | ------- | ------- | ----------------- | ------- |
| WTS Abu Dhabi        |        |                      |         |         |                   |         |
| 1                    | Goud   | Mario Mola           | 1:46:39 | Goud    | Jodie Stimpson    | 1:56:10 |
| 1                    | Zilver | Richard Murray       | 1:46:54 | Zilver  | Ashleigh Gentle   | 1:56:19 |
| 1                    | Brons  | João Silva           | 1:47:08 | Brons   | Helen Jenkins     | 1:56:26 |
| WTS Gold Coast       |        |                      |         |         |                   |         |
| 2                    | Goud   | Mario Mola           | 1:46:28 | Goud    | Helen Jenkins     | 1:56:03 |
| 2                    | Zilver | Fernando Alarza      | 1:46:55 | Zilver  | Gwen Jorgensen    | 1:56:44 |
| 2                    | Brons  | Jonathan Brownlee    | 1:47:09 | Brons   | Andrea Hewitt     | 1:56:45 |
| WTS Kaapstad         |        |                      |         |         |                   |         |
| 3                    | Goud   | Fernando Alarza      | 0:54:12 | Goud    | Non Stanford      | 0:59:49 |
| 3                    | Zilver | Jonathan Brownlee    | 0:54:17 | Zilver  | Jodie Stimpson    | 0:59:56 |
| 3                    | Brons  | Dorian Coninx        | 0:54:23 | Brons   | Flora Duffy       | 0:59:59 |
| WTS Yokohama         |        |                      |         |         |                   |         |
| 4                    | Goud   | Mario Mola           | 1:46:27 | Goud    | Gwen Jorgensen    | 1:56:02 |
| 4                    | Zilver | Crisanto Grajales    | 1:46:42 | Zilver  | Ashleigh Gentle   | 1:57:20 |
| 4                    | Brons  | Kristian Blummenfelt | 1:46:45 | Brons   | Ai Ueda           | 1:57:25 |
| WTS Leeds            |        |                      |         |         |                   |         |
| 5                    | Goud   | Alistair Brownlee    | 1:49:27 | Goud    | Gwen Jorgensen    | 2:00:33 |
| 5                    | Zilver | Jonathan Brownlee    | 1:49:59 | Zilver  | Flora Duffy       | 2:01:24 |
| 5                    | Brons  | Aaron Royle          | 1:50:33 | Brons   | Vicky Holland     | 2:01:57 |
| WTS Stockholm        |        |                      |         |         |                   |         |
| 6                    | Goud   | Alistair Brownlee    | 1:50:33 | Goud    | Flora Duffy       | 2:03:38 |
| 6                    | Zilver | Jonathan Brownlee    | 1:50:43 | Zilver  | Andrea Hewitt     | 2:03:58 |
| 6                    | Brons  | Pierre Le Corre      | 1:51:30 | Brons   | Helen Jenkins     | 2:04:06 |
| WTS Hamburg          |        |                      |         |         |                   |         |
| 7                    | Goud   | Mario Mola           | 0:52:19 | Goud    | Katie Zaferes     | 0:57:03 |
| 7                    | Zilver | Jacob Birthwistle    | 0:52:36 | Zilver  | Rachel Klamer     | 0:57:14 |
| 7                    | Brons  | Fernando Alarza      | 0:52:36 | Brons   | Gwen Jorgensen    | 0:57:29 |
| WTS Edmonton         |        |                      |         |         |                   |         |
| 8                    | Goud   | Jonathan Brownlee    | 0:51:39 | Goud    | Summer Rappaport  | 0:56:49 |
| 8                    | Zilver | Mario Mola           | 0:51:56 | Zilver  | Sarah True        | 0:56:52 |
| 8                    | Brons  | Richard Murray       | 0:52:01 | Brons   | Katie Zaferes     | 0:56:56 |
| Grand Final: Cozumel |        |                      |         |         |                   |         |
| 9                    | Goud   | Henri Schoeman       | 1:46:50 | Goud    | Flora Duffy       | 1:57:59 |
| 9                    | Zilver | Jonathan Brownlee    | 1:47:08 | Zilver  | Gwen Jorgensen    | 1:59:16 |
| 9                    | Brons  | Alistair Brownlee    | 1:47:08 | Brons   | Charlotte McShane | 1:59:25 |

## Top-50

### Mannen
| rang | naam                 | land | puntenaantal |
| ---- | -------------------- | ---- | ------------ |
| 1.   | Mario Mola           | ESP  | 4819         |
| 2.   | Jonathan Brownlee    | GBR  | 4815         |
| 3.   | Fernando Alarza      | ESP  | 4087         |
| 4.   | Henri Schoeman       | RSA  | 3160         |
| 5.   | Richard Murray       | RSA  | 2975         |
| 6.   | Ryan Bailie          | AUS  | 2893         |
| 7.   | Crisanto Grajales    | MEX  | 2822         |
| 8.   | Pierre Le Corre      | FRA  | 2810         |
| 9.   | Adam Bowden          | GBR  | 2700         |
| 10.  | Alistair Brownlee    | GBR  | 2679         |
| 11.  | Kristian Blummenfelt | NOR  | 2407         |
| 12.  | Joao Pereira         | POR  | 2339         |
| 13.  | Jacob Birtwhistle    | AUS  | 2227         |
| 14.  | Aurelien Raphael     | FRA  | 2094         |
| 15.  | Tyler Mislawchuk     | CAN  | 1952         |
| 16.  | Dmitri Poljanski     | RUS  | 1946         |
| 17.  | Andreas Schilling    | DEN  | 1893         |
| 18.  | Vicente Hernandez    | ESP  | 1884         |
| 19.  | Aaron Royle          | AUS  | 1870         |
| 20.  | Ryan Sissons         | NZL  | 1820         |
| 21.  | Marten Van Riel      | BEL  | 1713         |
| 22.  | Andrea Salvisberg    | SUI  | 1657         |
| 23.  | Steffen Justus       | GER  | 1648         |
| 24.  | Jelle Geens          | BEL  | 1593         |
| 25.  | Alessandro Fabian    | ITA  | 1564         |
| 26.  | Jonathan Zipf        | GER  | 1439         |
| 27.  | Gábor Faldum         | HUN  | 1349         |
| 28.  | Joe Maloy            | USA  | 1332         |
| 29.  | Igor Polyanskij      | RUS  | 1319         |
| 30.  | Dorian Coninx        | FRA  | 1317         |
| 31.  | Gregor Buchholz      | GER  | 1307         |
| 32.  | João Silva           | POR  | 1292         |
| 33.  | Ryan Fisher          | AUS  | 1239         |
| 34.  | Richard Varga        | SVK  | 1114         |
| 35.  | Gregory Billington   | USA  | 1111         |
| 36.  | Kyle Jones           | CAN  | 1108         |
| 37.  | Tamás Tóth           | HUN  | 1021         |
| 38.  | Rostislav Pevtsov    | AZE  | 964          |
| 39.  | Jonas Schomburg      | TUR  | 959          |
| 40.  | Jan Celustka         | CZE  | 953          |
| 41.  | Simon Viain          | FRA  | 944          |
| 42.  | Thomas Bishop        | GBR  | 938          |
| 43.  | Stefan Zachaeus      | LUX  | 926          |
| 44.  | Bryan Keane          | IRL  | 911          |
| 45.  | Irving Perez         | MEX  | 902          |
| 46.  | Matthew Sharpe       | CAN  | 848          |
| 47.  | Russell White        | IRL  | 830          |
| 48.  | Thomas Springer      | AUT  | 821          |
| 49.  | Kevin Mcdowell       | USA  | 789          |
| 50.  | Diogo Sclebin        | BRA  | 735          |

### Vrouwen
| rang | naam                   | land | puntenaantal |
| ---- | ---------------------- | ---- | ------------ |
| 1.   | Flora Duffy            | BER  | 4691         |
| 2.   | Gwen Jorgensen         | USA  | 4435         |
| 3.   | Ai Ueda                | JPN  | 3616         |
| 4.   | Katie Zaferes          | USA  | 3437         |
| 5.   | Helen Jenkins          | GBR  | 3410         |
| 6.   | Andrea Hewitt          | NZL  | 3223         |
| 7.   | Jodie Stimpson         | GBR  | 3145         |
| 8.   | Charlotte Mcshane      | AUS  | 3095         |
| 9.   | Sarah True             | USA  | 2855         |
| 10.  | Ashleigh Gentle        | AUS  | 2825         |
| 11.  | Rachel Klamer          | NED  | 2675         |
| 12.  | Vendula Frintová       | CZE  | 2513         |
| 13.  | Vicky Holland          | GBR  | 2446         |
| 14.  | Non Stanford           | GBR  | 2425         |
| 15.  | Kirsten Kasper         | USA  | 2346         |
| 16.  | Mari Rabie             | RSA  | 2135         |
| 17.  | Anastasia Abrosimova   | RUS  | 1812         |
| 18.  | Renee Tomlin           | USA  | 1771         |
| 19.  | Summer Cook            | USA  | 1668         |
| 20.  | Emma Moffatt           | AUS  | 1647         |
| 21.  | Maria Sjorets          | RUS  | 1579         |
| 22.  | Emma Jackson           | AUS  | 1541         |
| 23.  | Lisa Nordén            | SWE  | 1515         |
| 24.  | Sara Vilic             | AUT  | 1462         |
| 25.  | Yuka Sato              | JPN  | 1354         |
| 26.  | Jolanda Annen          | SUI  | 1316         |
| 27.  | Carolina Routier       | ESP  | 1278         |
| 28.  | Annamaria Mazzetti     | ITA  | 1277         |
| 29.  | Nicky Samuels          | NZL  | 1265         |
| 30.  | Barbara Riveros        | CHI  | 1173         |
| 31.  | Laura Lindemann        | GER  | 1157         |
| 32.  | Hanna Philippin        | GER  | 1155         |
| 33.  | Emmie Charayron        | FRA  | 1147         |
| 34.  | Yuko Takahashi         | JPN  | 1102         |
| 35.  | Alexandra Razarenova   | RUS  | 1093         |
| 36.  | Yurie Kato             | JPN  | 1091         |
| 37.  | Lindsey Jerdonek       | USA  | 1090         |
| 38.  | Ainhoa Murua           | ESP  | 1062         |
| 39.  | Melanie Santos         | POR  | 1060         |
| 40.  | Rebecca Spence         | NZL  | 1041         |
| 41.  | Lisa Perterer          | AUT  | 999          |
| 42.  | Simone Ackermann       | NZL  | 980          |
| 43.  | Gillian Sanders        | RSA  | 963          |
| 44.  | Miriam Casillas García | ESP  | 951          |
| 45.  | Claudia Rivas          | MEX  | 929          |
| 46.  | Juri Ide               | JPN  | 878          |
| 47.  | Agnieszka Jerzyk       | POL  | 877          |
| 48.  | Rebecca Robisch        | GER  | 859          |
| 49.  | Gillian Backhouse      | AUS  | 838          |
| 50.  | Taylor Spivey          | USA  | 777          |